# Вес Бентли
Весли Кук Бентли (енгл. Wesley Cook Bentley; Џоунсборо, 4. септембар 1978) је амерички глумац познат по блокбастерима и незавнисним филмовима.
Бентли је најпознатији по својим улогама као Рики Фитс у филму Америчка лепота, за коју је добио номинацију БАФТА за најбољег глумца у споредној улози, Сенека Крејн у филму Игре глади, Дојл у филму Међузвездани и Ерик у филму Немогућа мисија: Разилажење. Био је један од пет субјеката у документарцу Моја велика пауза, која је покрила његову славу након филма Америчка лепота и борбама са злоупотребом супстанци. Након поновног грађења каријере, глумио је у премијери Венера у крзну Дејвида Ајвса у не-бродвејској продукцији 2010. године. Његове остале филмске улоге укључују Четири пера, Гоуст рајдер, Парковка и Питов змај: Чаробно пријатељство. Године 2014. је почео да се појављује у FX антологијској серији Америчка хорор прича, као Едвард Мордрејк у циклусу Циркус наказа. Године 2015, глуми детектива Џона Лоуа у циклусу Хотел, за коју је добио номинацију Телевизијске награде по избору критичара. Следеће године, глумио је Дилана (глумца који глуми Амброза Вајта у Моја ноћна мора Роаноук) у шестом циклусу серије, под насловом Роаноук. Године 2018, Бентли је почео да глуми у оригиналној серији Paramount Network под називом Јелоустоун.